# Temporada 2003 de IndyCar Series

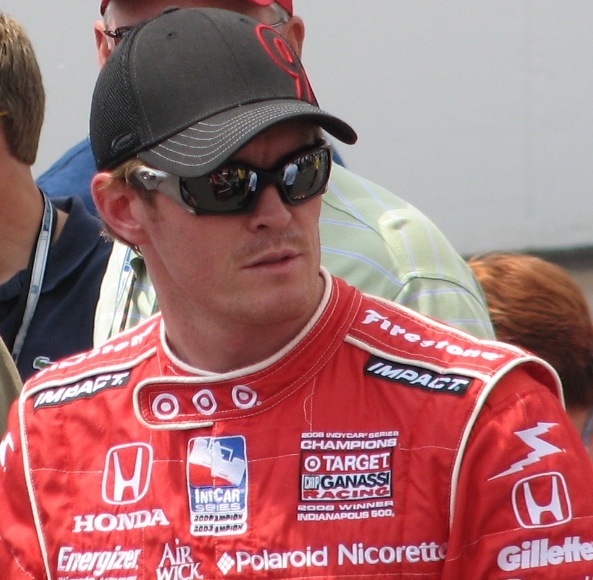
Campeón Neozelandés Scott Dixon, de la temporada 2003 de la IndyCar Series.

La temporada de 2003 de IndyCar Series, anterior Indy Racing League, trajo algunos de los cambios más grandes en su historia. La liga adoptó el nombre de IndyCar Series, tras un acuerdo con la ahora denominada Champ Car que había prohibido su uso, había expirado. Varios equipos de la serie CART se llevaron sus operaciones completas de la IRL, así como antiguos fabricantes de dicha serie como los motores Toyota y Honda, en sustitución de los motores Infiniti que cambiaron sus esfuerzos para el la nueva categoría conicda como Infiniti Pro Series. Muchos pilotos de la vieja guardia de la IRL como Robbie Buhl, Greg Ray, y Buddy Lazier, tenía dificultades para competir con estos nuevos fabricantes que ahora eran impulsados por propulsores nipones. La liga, también sumó su primera carrera internacional ese año, tomando el relevo de la fecha que CART poseía en el circuito Twin Ring Motegi en Japón.

## Temporada 2003 de la IndyCar Series
| Ronda | Fecha         | Carrera                  | Pista                            | Localización           | Pole position     | Vuelta rápida   | Piloto con más vueltas lideradas | Ganador           |
| ----- | ------------- | ------------------------ | -------------------------------- | ---------------------- | ----------------- | --------------- | -------------------------------- | ----------------- |
| 1     | Marzo 2       | Toyota Indy 300          | Homestead-Miami Speedway         | Homestead, Florida     | Tony Kanaan       | Tony Kanaan     | Gil de Ferran                    | Scott Dixon       |
| 2     | Marzo 23      | Purex Dial Indy 200      | Phoenix International Raceway    | Phoenix, Arizona       | Tony Kanaan       | Scott Dixon     | Tony Kanaan                      | Tony Kanaan       |
| 3     | Abril 13      | Indy Japan 300           | Twin Ring Motegi                 | Motegi, Japón          | Scott Dixon       | Tomas Scheckter | Tony Kanaan                      | Scott Sharp       |
| 4     | Mayo 25       | 87th Indianapolis 500    | Indianapolis Motor Speedway      | Speedway, Indiana      | Hélio Castroneves | Tony Kanaan     | Tomas Scheckter                  | Gil de Ferran     |
| 5     | Junio 7       | Bombardier 500           | Texas Motor Speedway             | Fort Worth, Texas      | Tomas Scheckter   | Felipe Giaffone | Tomas Scheckter                  | Al Unser Jr.      |
| 6     | Junio 15      | Honda Indy 225           | Pikes Peak International Raceway | Fountain, Colorado     | Tony Kanaan       | Tony Kanaan     | Scott Dixon                      | Scott Dixon       |
| 7     | Junio 28      | SunTrust Indy Challenge  | Richmond International Raceway   | Richmond, Virginia     | Scott Dixon       | Tomas Scheckter | Scott Dixon                      | Scott Dixon       |
| 8     | Julio 6       | Kansas Indy 300          | Kansas Speedway                  | Kansas City, Kansas    | Scott Dixon       | Tony Kanaan     | Gil de Ferran                    | Bryan Herta       |
| 9     | Julio 19      | Firestone Indy 200       | Nashville Superspeedway          | Lebanon, Tennessee     | Scott Dixon       | Sam Hornish Jr. | Tony Kanaan                      | Gil de Ferran     |
| 10    | Julio 27      | Firestone Indy 400       | Michigan International Speedway  | Brooklyn, Míchigan     | Tomas Scheckter   | Bryan Herta     | Sam Hornish Jr.                  | Alex Barron       |
| 11    | Agosto 10     | Emerson Indy 250         | Gateway International Raceway    | Madison, Illinois      | Hélio Castroneves | Scott Dixon     | Hélio Castroneves                | Hélio Castroneves |
| 12    | Agosto 17     | Belterra Casino Indy 300 | Kentucky Speedway                | Sparta, Kentucky       | Sam Hornish Jr.   | Sarah Fisher    | Sam Hornish Jr.                  | Sam Hornish Jr.   |
| 13    | Agosto 24     | Firestone Indy 225       | Nazareth Speedway                | Nazareth, Pennsylvania | Scott Dixon       | Sam Hornish Jr. | Hélio Castroneves                | Hélio Castroneves |
| 14    | Septiembre 7  | Delphi Indy 300          | Chicagoland Speedway             | Joliet, Illinois       | Richie Hearn      | Bryan Herta     | Tomas Scheckter                  | Sam Hornish Jr.   |
| 15    | Septiembre 21 | Toyota Indy 400          | California Speedway              | Fontana, California    | Hélio Castroneves | Scott Dixon     | Tomas Scheckter                  | Sam Hornish Jr.   |
| 16    | Octubre 12    | Chevy 500                | Texas Motor Speedway             | Fort Worth, Texas      | Gil de Ferran     | Tony Kanaan     | Gil de Ferran                    | Gil de Ferran     |

- Las carreras de 2003 de la IndyCar races se corren en óvalos.

## Equipos para la temporada 2003
| Equipo                   | Chasís          | EMotor       | N.º del coche | Pilotos           | Patrocinadores                    | Detalles |
| ------------------------ | --------------- | ------------ | ------------- | ----------------- | --------------------------------- | --- |
| Ganassi Racing           | G-Force         | Toyota       | 9             | Scott Dixon       | Target                            | |
| Ganassi Racing           | G-Force         | Toyota       | 10            | Tomas Scheckter   | Target                            | |
| Panther Racing           | Dallara         | Chevrolet    | 4             | Sam Hornish, Jr.  | Pennzoil                          | |
| Panther Racing           | Dallara         | Chevrolet    | 44            | Robby McGehee     | Pedigo/Chevrolet                  | únicamente corre la Indy 500. |
| Panther Racing           | Dallara         | Chevrolet    | 98            | Billy Boat        | Pedigo/Chevrolet                  | Únicamente corre la Indy 500. |
| Penske Racing            | Dallara/G-Force | Toyota       | 3             | Helio Castroneves | Marlboro                          | |
| Penske Racing            | Dallara/G-Force | Toyota       | 6             | Gil de Ferran     | Marlboro                          | Lesionado en Phoenix |
| Penske Racing            | Dallara/G-Force | Toyota       | 6             | Alex Barron       | Marlboro                          | Reemplazante Gil de Ferran at Motegi. |
| Andretti Green Racing    | Dallara         | Honda        | 7             | Michael Andretti  | 7-Eleven                          | Corre en Homestead hasta la Indy 500. |
| Andretti Green Racing    | Dallara         | Honda        | 11            | Tony Kanaan       | 7-Eleven                          | |
| Andretti Green Racing    | Dallara         | Honda        | 26            | Dan Wheldon       | Klein Tools/Jim Beam              | A partir de Montegi. |
| Andretti Green Racing    | Dallara         | Honda        | 27            | Bryan Herta       | Archipelago/Motorola              | Dario Franchitti por estar lesionado de accidente en Motocicleta, lo reemplaza en Homestead, Phoenix, Motegi y Pikes Peak\| El reemplazante de Franchitti en la temporada sufre accidente en competencia, lo que también lo deja lesionado. reemplazado también por Robby Gordon. |
| Andretti Green Racing    | Dallara         | Honda        | 27            | Dario Franchitti  | Alpine/Archipelago/Motorola       | Reemplazado por Bryan Herta en Homestead, Phoenix y Pikes Peak,cvasi toda la temporada debido a un accidente de motocicleta. |
| Andretti Green Racing    | Dallara         | Honda        | 27            | Robby Gordon      | Archipelago/Motorola              | Reemplaza a Herta en la temporada, tras el accidente en competencia de este. |
| Kelley Racing            | Dallara         | Toyota       | 8             | Scott Sharp       | Delphi                            | |
| Kelley Racing            | Dallara         | Toyota       | 32            | Tony Renna        | Cure Autism Now/HomeMed           | únicamente corre la Indy 500. |
| A. J. Foyt Enterprises   | Dallara/G-Force | Toyota       | 5             | Jaques Lazier     | A. J. Foyt Racing                 | Corre de Texas hasta Kansas. |
| A. J. Foyt Enterprises   | Dallara/G-Force | Toyota       | 5             | Shigeaki Hattori  | EPSON                             | Corre Homestad hasta la Indy 500. |
| A. J. Foyt Enterprises   | Dallara/G-Force | Toyota       | 14            | A. J. Foyt IV     | Conseco                           | |
| A. J. Foyt Enterprises   | Dallara/G-Force | Toyota       | 41            | Airton Daré       | A. J. Foyt Racing                 | Únicamente corre la Indy 500. Descalificado en Texas. |
| Dreyer & Reinbold Racing | Dallara         | Chevrolet    | 22            | Robbie Buhl       | Purex/Aventis                     | |
| Dreyer & Reinbold Racing | Dallara         | Chevrolet    | 23            | Sarah Fisher      | Ally Financial/AOL/Raybestos      | No logra arrancar en Nazareth. |
| Team Rahal               | Dallara         | Honda/Toyota | 15            | Kenny Bräck       | Pioneer/Miller Lite               | |
| Team Rahal               | Dallara         | Honda/Toyota | 19            | Jimmy Vasser      | Argent Mortgage                   | Únicamente corre la Indy 500. |
| Mo Nunn Racing           | G-Force         | Toyota       | 12            | Toranosuke Takagi | Pioneer                           | |
| Mo Nunn Racing           | G-Force         | Toyota       | 21            | Alex Barron       | Hollywood cigarettes              | Reemplaza a Giaffone desde Nashville hasta Nazareth. |
| Mo Nunn Racing           | G-Force         | Toyota       | 21            | Felipe Giaffone   | Hollywood cigarettes              | No corre Nashville pero vuelve a Nazareth producto de una Lesión. |
| Fernández Racing         | Dallara         | Honda        | 55            | Roger Yasukawa    | Panasonic/ARTA                    | |
| Cheever Racing           | Dallara         | Chevrolet    | 52            | Buddy Rice        | RedBull                           | Corre Homestead hasta Nazareth |
| Cheever Racing           | Dallara         | Chevrolet    | 52            | Alex Barron       | RedBull                           | Reemplazante de Rice en Joliet, Fontana, y a segunda carrera de Texas. |
| Beck Motorsports         | Dallara         | Chevrolet    | 54            | Shinji Nakano     | Beard Papa's / Auto Project Honda | Únicamente corre Motegi y la Indy 500. |
| Team Menard              | Dallara         | Chevrolet    | 2             | Vítor Meira       | Menards/Johns Manville            | Corre 10 Carreras, corrió con el número 22 en Indy 500. |
| Team Menard              | Dallara         | Chevrolet    | 2             | Jaques Lazier     | Menards/Johns Manville            | Homestad hasta la Indy 500. |
| Team Menard              | Dallara         | Chevrolet    | 2             | Richie Hearn      | Menards/Johns Manville            | Únicamente Joliet. |
| PDM Racing               | Dallara         | Chevrolet    | 18            | Ed Carpenter      | Metabolife Ultra / PDM Racing     | Corrió Joliet, Fontana, Ft. Worth. |
| PDM Racing               | Dallara         | Chevrolet    | 18            | Scott Mayer       | Bank one / PDM Racing             | Corre Homestead pero su temporada la empieza a correr a partir de Motegi Novato que falla en clasificar a la Indy 500. |
| PDM Racing               | Dallara         | Chevrolet    | 18            | Jimmy Kite        | Denny Hecker's Auto Connection    | Reemplaza a Mayer en Indy 500. |
| Access Motorsports       | G-Force         | Honda        | 13            | Greg Ray          | TrimSpa                           | No termina Homestead y Phoenix. Descalificado en Joliet. |
| Hemelgarn Racing         | Dallara         | Chevrolet    | 91            | } Buddy Lazier    | Metabolife/Hemelgarn Racing       | No termina en Homestead, Y no arranca en Fontana y la segunda carrera de Texas. |
| Hemelgarn Racing         | Dallara         | Chevrolet    | 91            | Richie Hearn      | Delta Faucet/Life Fitness         | Reeplaznte de Lazier en Fonatana y la segunda carrera de Texas. |
| Sam Schmidt Motorsports  | G-Force         | Toyota       | 99            | Richie Hearn      | Contour Hardening                 | Únicamenmte corre la Indy 500. |

## Estadísticas de la Temporada
| Posición   | Piloto               | HMS | PHX | MOT | INDY | TXS | PIK | RIR | KAN | NSH | MIS | GAT | KTY | NAZ | CHI | FON | TXS | Pts    |
| ---------- | -------------------- | --- | --- | --- | ---- | --- | --- | --- | --- | --- | --- | --- | --- | --- | --- | --- | --- | ------ |
| 1          | Scott Dixon          | 1   | 20  | 15  | 17   | 6   | 1*  | 1*  | 6   | 2   | 5   | 15  | 2   | 16  | 2   | 2   | 2   | 507    |
| 2          | Gil de Ferran        | 2*  | 14  |     | 1    | 8   | 3   | 3   | 3*  | 1   | 7   | 3   | 9   | 4   | 12  | 15  | 1*  | 489    |
| 3          | Hélio Castroneves    | 3   | 2   | 22  | 2    | 7   | 12  | 2   | 2   | 3   | 17  | 1*  | 5   | 1*  | 20  | 6   | 13  | 484    |
| 4          | Tony Kanaan          | 4   | 1*  | 14* | 3    | 2   | 2   | 5   | 4   | 9*  | 16  | 2   | 6   | 18  | 6   | 3   | 14  | 476    |
| 5          | Sam Hornish Jr.      | 10  | 21  | 6   | 15   | 10  | 5   | 4   | 17  | 11  | 2*  | 6   | 1*  | 2   | 1   | 1   | 17  | 461    |
| 6          | Al Unser Jr.         | 13  | 4   | 5   | 9    | 1   | 14  | 10  | 14  | 8   | 9   | 20  | 4   | 6   | 19  | 9   | 9   | 374    |
| 7          | Tomas Scheckter      | 8   | 15  | 16  | 4*   | 18* | 8   | 18  | 9   | 10  | 3   | 4   | 10  | 19  | 5*  | 5*  | 15  | 356    |
| 8          | Scott Sharp          | 5   | 7   | 1   | 20   | 16  | 11  | 17  | 16  | 13  | 4   | 10  | 13  | 12  | 11  | 8   | 6   | 351    |
| 9          | Kenny Bräck          | 11  | 5   | 2   | 16   | 4   | 7   | 7   | 5   | 6   | 18  | 19  | 19  | 5   | 21  | 20  | 16  | 342    |
| 10         | Toranosuke Takagi(*) | 12  | 22  | 8   | 5    | 3   | 6   | 13  | 18  | 7   | 6   | 7   | 18  | 14  | 9   | 18  | 7   | 317    |
| 11         | Dan Wheldon          |     |     | 7   | 19   | 20  | 19  | 8   | 21  | 4   | 20  | 5   | 8   | 7   | 4   | 4   | 3   | 312    |
| 12         | Roger Yasukawa       | 14  | 17  | 21  | 10   | 9   | 17  | 11  | 7   | 15  | 8   | 18  | 12  | 8   | 8   | 7   | 10  | 301    |
| 13         | Bryan Herta          |     |     |     | DNQ  | 5   |     | 14  | 1   | 12  | 19  | 21  | 3   | 3   | 3   | 22  | 5   | 277    |
| 14         | Robby Buhl           | 19  | 12  | 10  | 23   | 22  | 15  | 15  | 12  | 21  | 13  | 12  | 7   | 9   | 10  | 12  | 11  | 261    |
| 15         | Greg Ray             |     |     | 9   | 8    | 11  | 18  | 12  | 8   | 16  | 10  | 8   | 15  | 17  | DNS | 14  | 8   | 253    |
| 16         | Buddy Rice           | 16  | 9   | 13  | 11   | 14  | 9   | 9   | 19  | 18  | 11  | 14  | 11  | 10  |     |     |     | 229    |
| 17         | Alex Barron          |     |     | 17  | 6    |     |     |     |     | 5   | 1   | 16  | 20  | 15  | 7   | 10  | 20  | 216    |
| 18         | Sarah Fisher         | 15  | 8   | 23  | 31   | 15  | 20  | 19  | 11  | 20  | 15  | 13  | 14  | DNS | 18  | 19  | 12  | 211    |
| 19         | Buddy Lazier         |     | 11  | 19  | 21   | 13  | 10  | 20  | 13  | 14  | 12  | 11  | 16  | 13  | 16  |     |     | 201    |
| 20         | Felipe Giaffone      | 9   | 3   | 3   | 33   | 17  | 13  | 6   | 22  |     |     |     |     |     | 15  | 16  | 19  | 199    |
| 21         | A. J. Foyt IV        | 17  | 18  | 18  | 18   | 21  | 22  | 21  | 15  | 17  | 14  | 17  | 17  | 11  | 17  | 17  | 22  | 198    |
| 22         | Vítor Meira          |     |     |     | 12   | 12  | 16  | 22  | 20  | 19  | 21  | 9   | DNS |     |     | 11  | 4   | 170    |
| 23         | Jaques Lazier        | 20  | 6   | 12  | 29   | 19  | 21  | 16  | 10  |     |     |     |     | DNS |     |     |     | 120    |
| 24         | Michael Andretti     | 6   | 13  | 4   | 27   |     |     |     |     |     |     |     |     |     |     |     |     | 80     |
| 25         | Dario Franchitti     | 7   | 16  |     |      |     | 4   |     |     |     |     |     |     |     |     |     |     | 72     |
| 26         | Shigeaki Hattori     | 18  | 10  | 20  | 30   |     |     |     |     |     |     |     |     |     |     |     |     | 43     |
| 27         | Ed Carpenter         |     |     |     |      |     |     |     |     |     |     |     |     |     | 13  | 13  | 21  | 43     |
| 28         | Richie Hearn         |     |     |     | 28   |     |     |     |     |     |     |     |     |     | 14  | 21  | 18  | 39     |
| 29         | Shinji Nakano        |     |     | 11  | 14   |     |     |     |     |     |     |     |     |     |     |     |     | 35     |
| 30         | Tony Renna           |     |     |     | 7    |     |     |     |     |     |     |     |     |     |     |     |     | 26     |
| 31         | Scott Mayer          | 21  | 19  | 24  | DNQ  |     |     |     |     |     |     |     |     |     |     |     |     | 26     |
| 32         | Jimmy Kite           |     |     |     | 13   |     |     |     |     |     |     |     |     |     |     |     |     | 17     |
| 33         | Robby Gordon         |     |     |     | 22   |     |     |     |     |     |     |     |     |     |     |     |     | 8      |
| 34         | } Airton Daré        |     |     |     | 24   | DNQ |     |     |     |     |     |     |     |     |     |     |     | 6      |
| 35         | Robby McGehee        |     |     |     | 25   |     |     |     |     |     |     |     |     |     |     |     |     | 5      |
| 36         | Jimmy Vasser         |     |     |     | 26   |     |     |     |     |     |     |     |     |     |     |     |     | 4      |
| 37         | Billy Boat           |     |     |     | 32   |     |     |     |     |     |     |     |     |     |     |     |     | 1      |
| Posiciones | Piloto               | HMS | PHX | MOT | INDY | TXS | PIK | RIR | KAN | NSH | MIS | GAT | KTY | NAZ | CHI | FON | TXS | Puntos |

| Color       | Resultados                          |
| ----------- | ----------------------------------- |
| Oro         | Ganador                             |
| Plata       | 2.º lugar                           |
| Bronce      | 3.er. Lugar                         |
| Verde       | 4.º. & 5.º puesto                   |
| Azul Claro  | 6.º-10cimo puesto                   |
| Azul Oscuro | Finished (Outside Top 10)           |
| Púrpura     | No acabó la carrera (Ret)           |
| Rojo        | No calificó (DNQ)                   |
| Café        | Retiro (Wth)                        |
| Negro       | Descalificado (DSQ)                 |
| White       | No Arrancó (DNS)                    |
| Blanca      | Sin participación participate (DNP) |
| Blanca      | No participó                        |

| In-line notation |                                                                 |
| Bold             | Pole position                                                   |
| Italics          | Corrió la vuelta más rápida en carrera                          |
| *                | Mayor número de vueltas lideradas en una competencia (2 points) |
| Novato del Año   |                                                                 |
| Novato           |                                                                 |

| Color       | Resultados                          |
| ----------- | ----------------------------------- |
| Oro         | Ganador                             |
| Plata       | 2.º lugar                           |
| Bronce      | 3.er. Lugar                         |
| Verde       | 4.º. & 5.º puesto                   |
| Azul Claro  | 6.º-10cimo puesto                   |
| Azul Oscuro | Finished (Outside Top 10)           |
| Púrpura     | No acabó la carrera (Ret)           |
| Rojo        | No calificó (DNQ)                   |
| Café        | Retiro (Wth)                        |
| Negro       | Descalificado (DSQ)                 |
| White       | No Arrancó (DNS)                    |
| Blanca      | Sin participación participate (DNP) |
| Blanca      | No participó                        |

| In-line notation |                                                                 |
| Bold             | Pole position                                                   |
| Italics          | Corrió la vuelta más rápida en carrera                          |
| *                | Mayor número de vueltas lideradas en una competencia (2 points) |
| Novato del Año   |                                                                 |
| Novato           |                                                                 |

En cada carrera, se otorgan puntos a los conductores sobre las siguientes puntuaciones:
| Posiciones | 1  | 2  | 3  | 4  | 5  | 6  | 7  | 8  | 9  | 10 | 11 | 12 | 13 | 14 | 15 | 16 | 17 | 18 | 19 | 20 | 21 | 22 | 23 | 24 | 25 | 26 | 27 | 28 | 29 | 30 | 31 | 32 | 33 |
| ---------- | -- | -- | -- | -- | -- | -- | -- | -- | -- | -- | -- | -- | -- | -- | -- | -- | -- | -- | -- | -- | -- | -- | -- | -- | -- | -- | -- | -- | -- | -- | -- | -- | -- |
| Puntos     | 50 | 40 | 35 | 32 | 30 | 28 | 26 | 24 | 22 | 20 | 19 | 18 | 17 | 16 | 15 | 14 | 13 | 12 | 11 | 10 | 9  | 8  | 7  | 6  | 5  | 4  | 3  | 2  | 1  | 1  | 1  | 1  | 1  |

- Los empates en puntos se puede llegar a desempatar por el número de victorias, seguido en el orden por el número de 2.os lugares, 3.os lugares, etc., y luego por el número de pole positions, seguido de un número de veces haber calificado segundo, etc.

### Nota
(*) Toranosuke Takagi tenía 23 puntos cuando corrió la carrera del Texas Motor Speedway, sin embargo, debido a la conducción inaceptable, se restaron dichos puntos.